# Sales (São Paulo)
Sales é um município brasileiro do estado de São Paulo. A cidade tem uma população de 6.437 habitantes (IBGE/2022). A cidade faz parte da região metropolitana de São José do Rio Preto.

## História
Penetrando pelo antigo caminho aberto por ocasião da Guerra do Paraguai, pelas forças Imperiais, em 1918 a família Boava se instalou na margem direita do córrego do Cervinho, afluente do rio Tietê, numa região ainda dominada pela mata virgem.
Logo a seguir vieram os colonizadores e suas famílias, como os Moreira Luiz, Mendes Fernandes, Zezé Paulino, Cezário José Castilho, José Alves de Lima, Vigilato Alves de Moura, Evaristo Machado de Oliveira, Pedro Domingues da Silva, Maria Leopoldina e outros que, após a derrubada da mata, implantaram suas fazendas.
Em 1919, proveniente de Barretos, Ramilo sales adquiriu a fazenda Bebedouro, de propriedade de Pedro Domingues da Silva e, em 1922, também adquiriu de Maria Leopoldina uma área, de 16 alqueires, localizada entre o córrego do Cervinho e o rio Cubatão, em Barra Mansa, onde traçou arruamento, levantou um cruzeiro e uma capela em louvor a São Benedito, em torno da qual se formou o povoado de “ Capoeirinha”.
Criado o Distrito de Paz em 1921 no município de Novo Horizonte, teve o nome alterado para Vila Sales, em homenagem a seu fundador. Em 1944, o nome foi reduzido para Sales.

## Geografia
Localiza-se a uma latitude 21°20'28" sul e a uma longitude 49°29'07" oeste, estando a uma altitude de 448 metros. Possui uma área de 308,5 km².

### Hidrografia
- Rio Tietê, Rio Barra Mansa, Rio Cervo Grande, Rio Cervinho, Córrego do Sucurí

### Rodovias
- SP-304
- SP-379

## Demografia

### População
| Crescimento populacional                             | Crescimento populacional | Crescimento populacional | Crescimento populacional |
| Ano                                                  | População Total          |                          | %±                       |
| ---------------------------------------------------- | ------------------------ | ------------------------ | ------------------------ |
| 1960                                                 | 3 778                    |                          | —                        |
| 1970                                                 | 4 053                    |                          | 7,3%                     |
| 1980                                                 | 4 791                    |                          | 18,2%                    |
| 1991                                                 | 3 758                    |                          | −21,6%                   |
| 2000                                                 | 4 563                    |                          | 21,4%                    |
| 2010                                                 | 5 451                    |                          | 19,5%                    |
| 2022                                                 | 6 437                    |                          | 18,1%                    |
| Est. 2024                                            | 6 612                    | [ 7 ]                    | 2,7%                     |
| Fontes: Censos Demográficos IBGE e Estimativas SEADE |                          |                          |                          |

### Dados demográficos
Dados do Censo - 2010
População total: 5.451
- Urbana: 4.907
- Rural: 544
- Homens: 2.789[12]
- Mulheres: 2.662

Densidade demográfica (hab./km²): 17,67
Dados do Censo - 2000
Mortalidade infantil até 1 ano (por mil): 11,75
Expectativa de vida (anos): 73,58
Taxa de fecundidade (filhos por mulher): 1,90
Taxa de alfabetização: 86,70%
Índice de Desenvolvimento Humano (IDH-M): 0,770
- IDH-M Renda: 0,677
- IDH-M Longevidade: 0,810
- IDH-M Educação: 0,824

(Fonte: IPEADATA)

## Política e administração
- Prefeito: Josemar Francisco de Abreu  (2021/2024)
- Vice-prefeito: José Aparecido Ramos (2021/2024)
- Presidente da câmara: Adriano Giampani (2021/2024)

## Economia
O município produz um pouco de tudo, conforme pode ser atestado no levantamento do Instituto de Economia Agrícola: amendoim, banana, café, cana para forragem, eucalipto, feijão, goiaba, laranja, limão, melancia, milho, tangerina, tomate, uva, seringueira. Mas a cultura dominante ainda é a citricultura. Em 2001, havia 130 mil pés em produção, seguido do limão, com 90 mil pés. A pecuária é outra base sólida da economia rural: são 14 mil cabeças de gado para corte e 800 para leite. Em 2018 a realidade economia de Sales/SP está diferente de 2001: pequenas e grandes propriedades agrícolas (sítios os fazendas) foram alugadas a usinas de açúcar e álcool, e a plantação cana-de-açúcar cobre grandes áreas, e muitas delas que antes eram florestas, matas ciliares e nascentes. Outra atividade que fomenta a economia é o turismo devido investimentos nas praias do Cervinho, do Torres e do Richelieu.

## Infraestrutura

### Comunicações
O sistema de telefones automáticos foi inaugurado na cidade em 1982 pela Telecomunicações de São Paulo (TELESP), que também implantou o sistema de discagem direta à distância (DDD) em 1982 com o código de área (0175). Anteriormente a cidade era atendida pela Cia. Telefônica Rio Preto, empresa administrada pela Companhia Telefônica Brasileira (CTB).
Na década de 90 o código DDD da cidade foi alterado para (017), para padronização do sistema telefônico com a telefonia celular que estava sendo implantada em todo o estado.

## Religião
O Cristianismo se faz presente na cidade da seguinte forma:

### Igreja Católica
- A igreja faz parte da Diocese de Catanduva.[19]

### Igrejas Evangélicas
- Assembleia de Deus Ministério do Belém.[20][21]
- Congregação Cristã no Brasil.[22]